# 갈족
갈족(羯族)은 중국 산서성 일대에서 활동했던 유목민족으로, 오호 십육국 시대에 화북을 지배했던 오호 중의 하나이다. 흉노 휘하에 있었다는 것 이외에 갈족의 기원에 대한 기록이 거의 없기 때문에 갈족이 흉노의 분파였는지, 아니면 흉노의 지배 하에 있던 별개의 민족이었는지는 확실하지 않다.

## 개요
갈족에 대한 최초의 기록은 후조의 건국자인 석륵으로부터 시작한다. 석륵은 본래 흉노계 국가인 전조의 황제였던 유요 휘하의 장수였다. 그러나 이후 석륵의 세력이 커지면서 유요는 석륵을 의심하게 되었고 마침내 석륵이 보낸 부하였던 왕수를 자신을 염탐하러 보낸 자라고 하여 죽였다. 이에 반발한 석륵은 반란을 일으켜 후조를 건국한다. 후조를 건국한 이후 석륵은 동진의 군대를 격파하고 후조를 멸망시키면서 화북의 대부분을 정복하였다. 그러나 석륵이 죽고 그의 뒤를 이은 석홍은 석륵의 조카였던 석호에게 폐위당했고, 황위를 찬탈한 석호는 이후 무리한 원정과 폭정으로 민심을 잃었다. 석호가 죽은 이후 후조는 내부의 권력 투쟁으로 혼란에 빠졌으며, 결국 후조는 한족 출신의 장수였던 염민의 반란으로 멸망했다. 이후 갈족은 거의 사서에 등장하지 않으며, 세월이 흐르면서 자연스럽게 한족과 동화한 것으로 추정된다.

## 같이 보기
- 중국의 이민족
- 중산국